# Historia de La Coruña

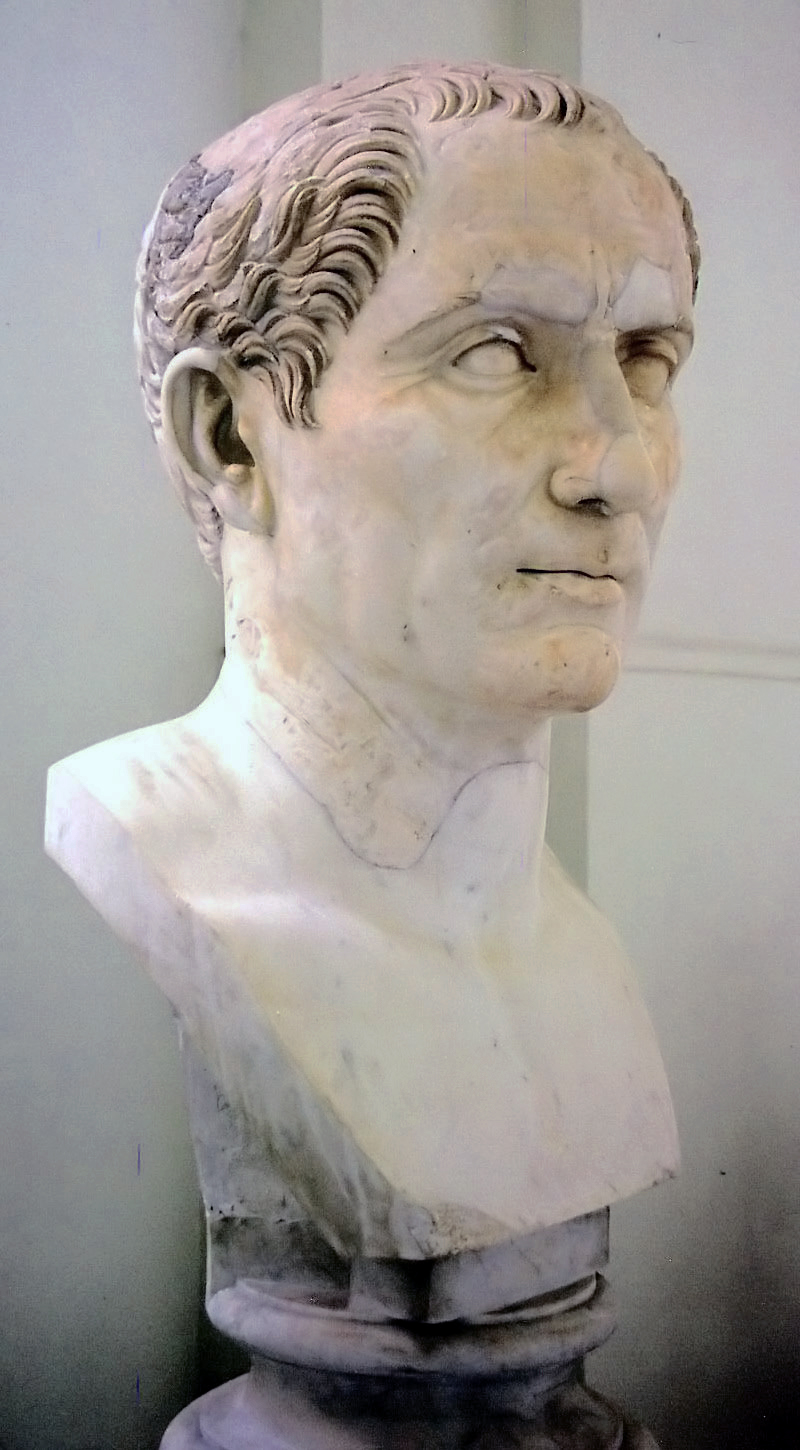
Según Dion Casio, en 62 a. C. una escuadra romana dirigida por Julio César llega al lugar que las fuentes clásicas denominaron Brigantium o Brigantum.

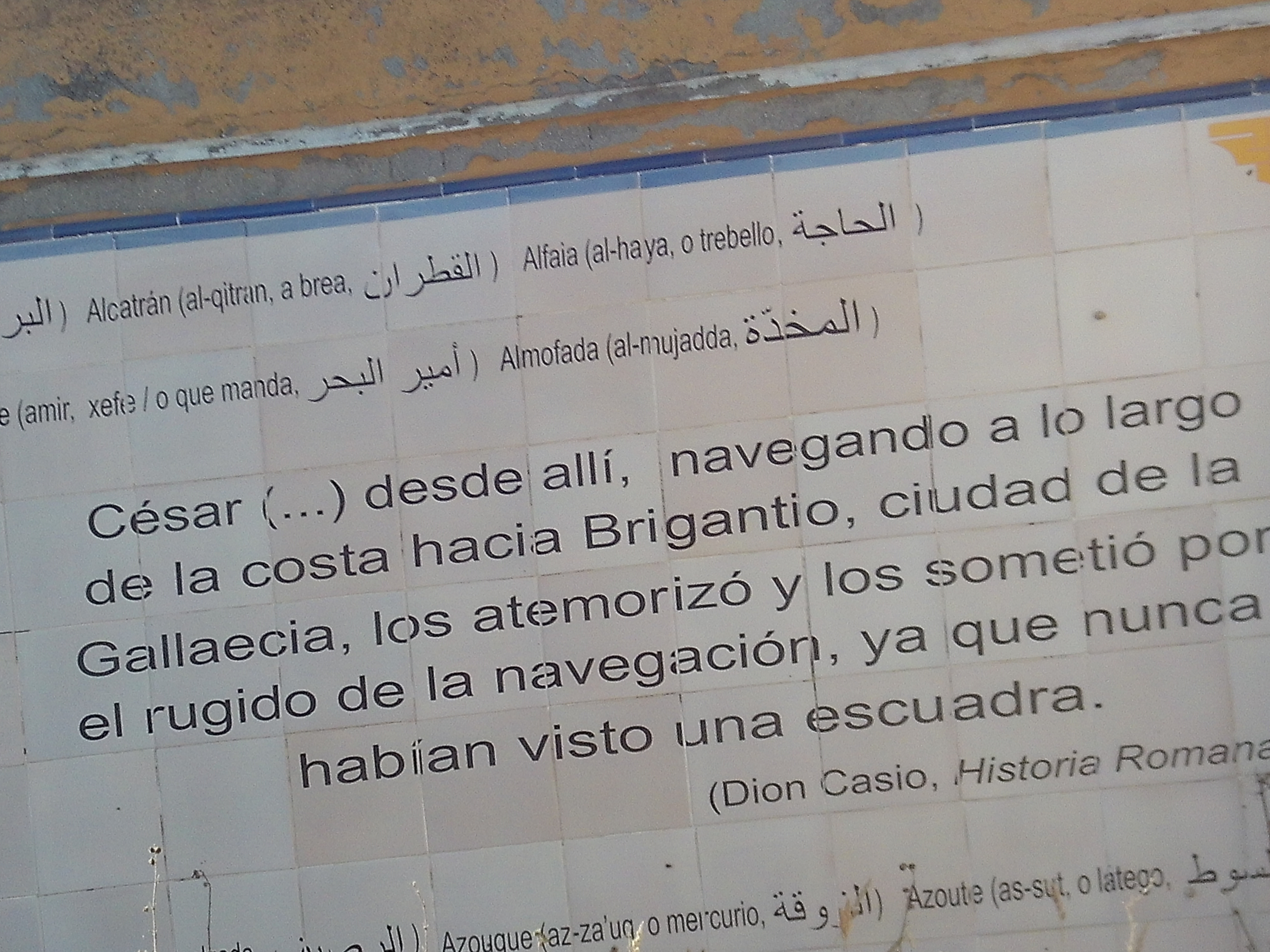
Fragmento de la Historia romana de Dion Casio situada en la Casa de las Palabras en la que se menciona la llegada de los romanos a la ciudad.

Hay constancia de asentamientos prerromanos como el del Castro de Elviña. La tribu de los ártabros eran los pobladores de la zona que comprende la ría de La Coruña o ría del Burgo y la ría de Ferrol. Es de suponer que la población local mantuviera en algún momento relaciones comerciales tanto con los fenicios (y cartagineses) como con las islas británicas a través de la ruta del estaño.
Según Dion Casio, en 62 a. C. una escuadra romana dirigida por Julio César llega al lugar que las fuentes clásicas denominaron Brigantium o Brigantum. Esta es la mención más antigua de la zona, aunque cabe reseñar que Dión Casio es un autor que vivió entre los siglos I y II d. C. por lo que los hechos que narra ocurrieron más de 200 años antes.[cita requerida].
Aquí cabe destacar que hay una disputa no resuelta de si realmente Brigantium hace referencia a La Coruña (antiguos castros como los de Elviña y Nostián), ya que hay estudios que contradicen esta opinión y la sitúan en la actual Betanzos (antiguo Castro de Baedy Untia), siendo esta la capital (Flavium Brigantium) de un extenso territorio que comprendería entre otros el puerto de Pharum Brigantium, que se correspondería con la actual Torre de Hércules (que a su vez se asocia con la leyenda de la Torre de Breogan). Cabe destacar además que la Ría de Betanzos en la antigüedad era navegable hasta el interior del pueblo por barcos de gran calado (dejando de serlo a partir de la Edad Media por el aumento en la deposición de sedimentos en su lecho), siendo por tanto verosímil lo sucedido en menciones históricas como la siguiente:

... navegando a lo largo de la costa, hasta Brigantium, ciudad de Callaecia, los atemorizó y los sometió por el rugido de la navegación, ya que nunca habían visto una escuadra.
Dion Casio

Posteriormente, en el siglo II d. C., los romanos levantaron el faro conocido hoy como la Torre de Hércules, lo que es muestra de la importancia del movimiento comercial en estas aguas. Todavía sigue en funcionamiento, siendo el único faro de origen romano que queda en pie y en actividad en todo el mundo. Esta construcción fue mitificada en diversas leyendas que pretenden explicar el origen de la ciudad: según una de ellas, Hércules levantó la torre sobre el cadáver de su enemigo Gerión, a quien venía persiguiendo desde Tartessos, fundando una ciudad, al modo griego, por concentración de la población diseminada en la zona circundante (La Coruña sería la primera o la más bella de sus habitantes, de la que Hércules quedó prendado); según otra es la torre que construyó el héroe celta Breogán en la mítica ciudad de Brigantia, para poder ver desde su altura las costas británicas. También se quiere ver en "Coruña" un derivado fonético de "columna", lo que evoca a la vez la forma erguida de la torre y las columnas de Hércules (el estrecho de Gibraltar, de donde proviene tanto el héroe griego como el conquistador romano), además de los acantilados de Cornwall (a donde se dirige la mirada del rey celta).
Más recientemente una teoría expuesta por Theo Vennemann (Oberhausen-Sterkrade, 1937), profesor emérito de Lingüística Germánica y Teórica en la Universidad Ludwig Maximilian de Múnich, indica que el topónimo Coruña deriva de una palabra fenicia "Karn", cuyo significado es: cuerno.
Aludiría de este modo a la forma de la península que se forma entre el puerto y las playas de Riazor y Orzán, en cuyo interior se halla la Torre de Hércules.
La explicación etimológica sería la siguiente: el esqueleto consonántico de Coruña sería "krn", similar al que se produce en Cádiz, cuyo nombre proviene etimológicamente de "Gdr", que significa fortificación. 
Con ello viene a concluir que La Coruña fue nombrada por navegantes anteriores a la época romana, que muy probablemente eran fenicios.Según este profesor la forma fenicia «‘a Karn» habría evolucionado a «Caronium» en la época romana.
El topónimo Brigantium, de origen celta (la raíz briga, muy común en las ciudades celtas de la península ibérica, significa "lugar alto"), puede no corresponder a la actual ciudad, y probablemente representaba en la Antigüedad no a una localidad, sino a un área más amplia del norte de la actual provincia de la Coruña (como la ría de Betanzos o la comarca de Bergantiños).
Claudio Ptolomeo denominó, o calificó de "grande puerto" (Portus Magnus), a Brigantium Flavium o a su puerto (la denominación Flavium la relaciona con la dinastía Flavia -año 69 al 76-). Paulo Orosio indica: Brigantia Callaetiae civitas altissimam Pharum erigit. Istro Aethico y Estrabón hablan del puerto Brigantio. El itinerario de Antonino recoge una Brigantium portuaria. La identificación de estos testimonios como una ciudad u otra del entorno, bien costera o bien situada más al interior, ha sido objeto de debate desde muy antiguo.
Brigantium persistiría hasta finales del siglo X, cuando debió ser destruida durante las aceifas de Almanzor por el noroeste peninsular (la del 997 afectó a Braga y Santiago de Compostela); en los siglos anteriores ya habría sufrido los ataques de los vikingos o normandos (particularmente, un desembarco fechado en el año 846). Su población se trasladó a un lugar más protegido, tierra adentro, instalándose en el extremo sur de la ría del Burgo, el actual municipio de Culleredo. La localidad desaparece casi completamente de los registros históricos hasta que en 1208 Alfonso IX ordenó su refundación, otorgándole privilegios económicos. 

## Edad Antigua

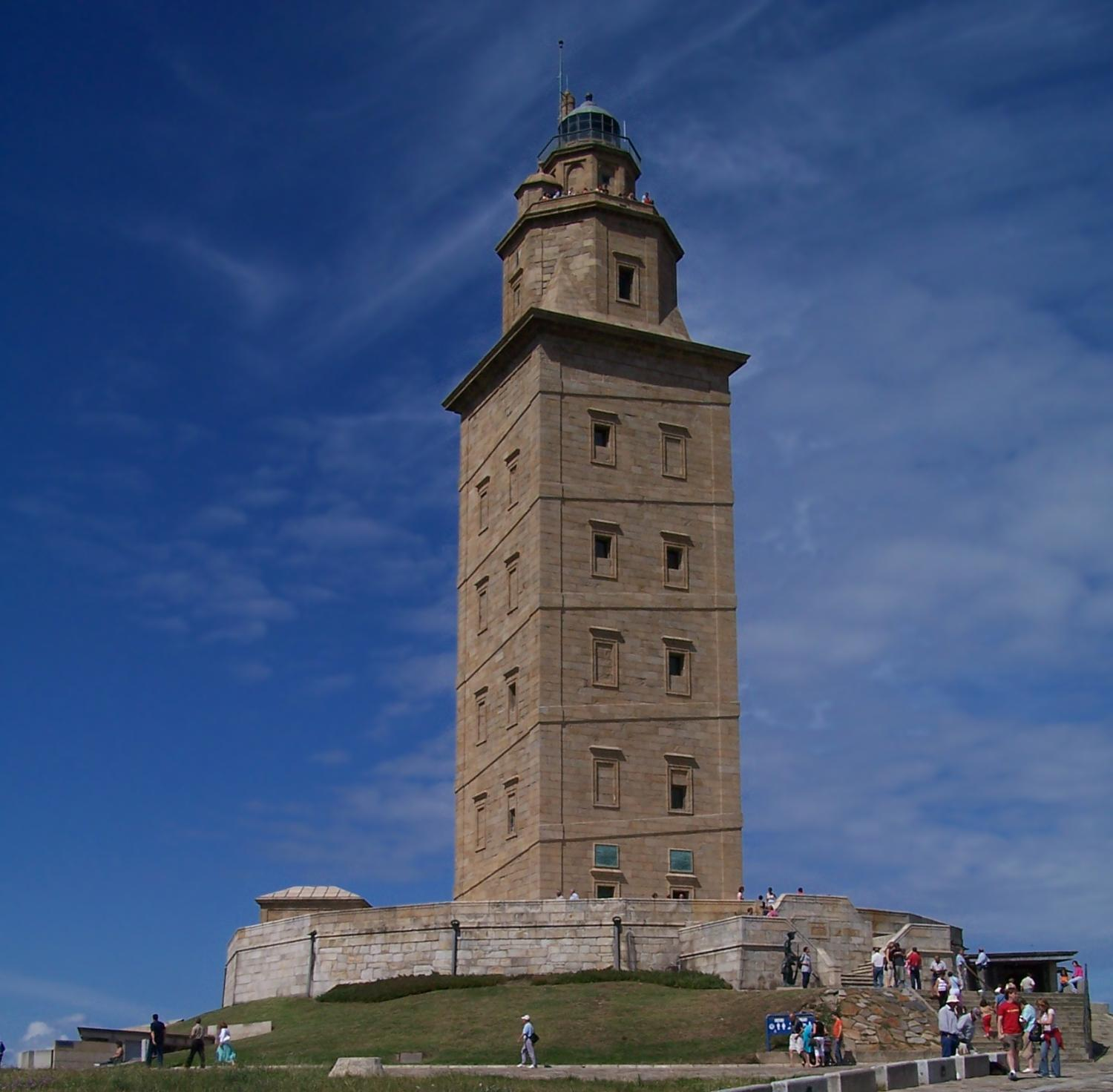
Los romanos construyeron la Torre de Hércules en el.

Se conocen dos asentamientos prerromanos en el actual municipio coruñés, el castro de Elviña y el castro de Nostián. 
Los romanos llegaron a la zona coruñesa en el 62 a. C. con una escuadra comandada por Julio César en persona según Dión Casio, sin embargo algún autor decimonónico atribuyó a Décimo Junio Bruto Galaico la fundación de un puerto llamado Ardobicum Corunium durante una incursión por el sur de Galicia en torno a 136 a. c. Si Julio César, o cualquier expedición romana antes que la suya, llegó a la zona, fue, como antes que ellos fenicios y cartagineses (es dudoso que llegaran los griegos, aunque así lo afirma el periplo de Piteas), atraídos por las riquezas minerales; tanto las locales como el estaño de las Casitérides (islas de difícil identificación, puesto que no parece probable que hubiera estaño en las islas de las rías gallegas a no ser por el comercio, y no hay islas más alejadas de la costa hasta las británicas) o el oro que posteriormente se obtuvo de forma masiva en Las Médulas. La colonización con fines de producción agrícola de interés romano (mediterránea) no respondía a las condiciones geográficas, siendo quizá más interesante el reclutamiento de soldados. En todo caso, la romanización fue lo suficientemente profunda como para dejar su huella en la lengua, la religión y otros rasgos culturales.

## Edad Media
De los siglos posteriores al abandono de la ocupación romana no se tienen datos escritos. En esta oscura época se supone que la ciudad fue invadida por los mismos pueblos septentrionales que invadieron España en el siglo V.
Durante la Edad Media la población cayó bajo un fugaz dominio árabe, de escasa repercusión en esta zona. Cabe destacar el desembarco de los normandos en el Faro de Brigantium en el año 846. Los continuos ataques vikingos acaban produciendo el despoblamiento del enclave hasta que el rey de León Alfonso IX ordena su refundación y traslada a la población que residía en el Burgo a la nueva villa de la Coruña, otorgando a sus habitantes en 1208 el Fuero de Benavente. Alfonso X les concede el privilegio de desembarcar y vender sal sin pagar ningún impuesto, y esto trajo prosperidad a la villa, que vive una expansión económica basada en la reactivación del comercio marítimo. Se produce también en esta época la agrupación de gremios por calles, que sigue patente en el callejero: Panaderas, Cordelería, Pescadería, Cordonería, etc.
Juan II concede a la villa el título de ciudad en 1446 y autoriza el libre comercio con Inglaterra, dando un nuevo impulso a su capacidad comercial. Los Reyes Católicos también realizan políticas que favorecen el comercio, ya que eximen de pagar la llamada "quintalada" a marineros y navegantes. La "quintalada" se componía de un cuarto de tonel de vino, un moio de sal, cinco millares de sardinas y un carro de madera.

## Edad Moderna
Carlos I instala en la ciudad la Casa de Contratación para la especiería, lo que provoca la construcción del Castillo de San Antón para proteger esta nueva infraestructura. Además, permite la celebración de un mercado franco los sábados. El mismo rey celebra Cortes en la ciudad en 1520 y desde su puerto parte para ser coronado emperador en Alemania.
Los hospitales de San Andrés y el del Buen suceso son los dos centros que existían cuando llegó a la ciudad la epidemia de peste que azotaba a toda Galicia y los dos únicos que tuvieron que atender a todos los afectados.

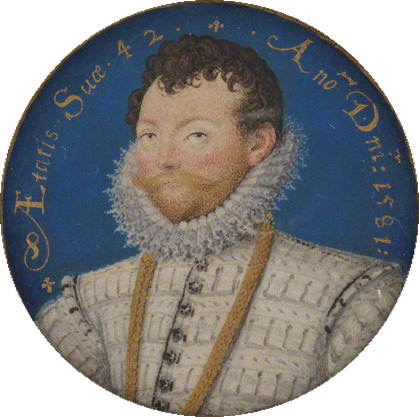
El Almirante Drake saqueó la ciudad en 1589.

La reina Isabel I de Inglaterra mantenía una profunda enemistad con Felipe II, lo que se tradujo en una serie de disputas bélicas. En 1588 salió del puerto de la Coruña la Armada Invencible hacia el inesperado desastre en el Canal de la Mancha. Un año más tarde, en 1589 la reina de Inglaterra envió una escuadra mandada por el almirante Francis Drake a la ciudad. La Coruña se enfrentó al invasor con la heroína María Pita a la cabeza. Tras quemar el monasterio de Santo Domingo, el barrio de Santo Tomás y la zona de pescadería, los ingleses se retiraron el 19 de mayo. En esta época se produce el traslado de la Real Audiencia desde Santiago de Compostela a La Coruña.
Entre los siglos XVII y XVIII, las continuas guerras de la Monarquía Hispánica implican un gran aumento de los impuestos y el reclutamiento de la población. La ciudad sufre así un proceso de recesión. A principios del siglo XVII el capitán general y gobernador Diego das Mariñas mejora las fortificaciones de la plaza. Así, se construye la Puerta de San Miguel y se amplía la muralla, quedando ahora en su interior el Convento de San Francisco y el Hospital del Buen Suceso.
En 1620, Felipe III crea la Escuela de los Muchachos del Mar con sede en la Casa de la Moneda. Esta escuela pasaría con Felipe IV a ocupar una parte del segundo hospital de la ciudad, el de San Andrés. 
Tres años más tarde, en 1623, Galicia alcanzaba representación propia en las Cortes, desligándose así de las de Zamora, que era a las que estaba vinculada hasta ese momento. 
En 1682 se restaura la Torre de Hércules a cargo del arquitecto Antúnez, siendo Capitán General el duque de Eceda. La torre estaba en estado de abandono y los cónsules de Inglaterra, Holanda y Flandes contribuyeron a sufragar los gastos de la restauración.
En 1689 el acuerdo entre las monarquías española e inglesa fija las ciudades de la Coruña y Falmouth como puntos desde los que se realizará el correo entre ambos países.
El 1 de noviembre de 1700 moría Carlos II, dejando la corona al duque de Anjou, Felipe V, ya que no tenía sucesión. Al chocar esta decisión con los intereses ingleses, holandeses y portugueses, comenzó la Guerra de Sucesión en la que la ciudad vuelve a sufrir un alza de los impuestos y el reclutamiento de la población durante los 14 años que duró. En estos años se fortaleció nuevamente la defensa de la ciudad y a pesar de que no recibió ningún ataque, la guerra le hizo un importante daño económico. La guerra acabó en 1713 y en 1716 se crea la Intendencia General de Galicia en la Coruña, que en esa época se denominaba Hacienda, Guerra y Policía.

### La Ilustración
Carlos III autoriza en 1778 a trece puertos, entre ellos el de La Coruña, a comerciar con América.
La recuperación económica comenzó a mediados de siglo propiciada por las actividades de las líneas marítimas de las Indias (a La Habana, Montevideo y Buenos Aires), que salían y llegaban a la Coruña como único puerto en la península ibérica. La bonanza económica trajo consigo un aumento de la población, llegando en esta época a 10 000 habitantes. A mediados del siglo XVIII llegaron comerciantes navales catalanes y vascos, grandes especialistas en la materia que ayudaron a que en esta segunda mitad de siglo e incluso en el XIX, el comercio marítimo fuese la actividad más lucrativa. Además de lino, pieles, tabaco, sal y otras mercancías también había tráfico de esclavos.
Es en esta época también cuando se terminan los caminos reales de Madrid y Santiago de Compostela, se establece la iluminación pública y otras obras de ese tipo.
El Consulado se constituirá en el siglo XVIII en una institución fundamental para el porvenir de la ciudad, ya que no redujo su actividad al ámbito estrictamente comercial, industrial y procesal, sino que fundó una Escuela Náutica, una Escuela de Comercio, una Escuela de Dibujo, y está presente con su aportación económica en todas las obras que el Ayuntamiento planifique y que directa o indirectamente favorecieran la vida económica de la ciudad. Será además tribunal de primera instancia para la resolución de pleitos mercantiles, cuidado y mejora de la navegación (reparación de puertos, nuevas señalizaciones marítimas, etc), fomento de la riqueza en Galicia, apoyo para la producción gallega e introducción de nueva tecnología.
El correo marítimo con el norte de Europa e Inglaterra permitió mantener una ruta abierta con un país en pleno desarrollo económico e ideológico, lo que posiblemente explique la modernidad intelectual de la ciudad, de la que son buena muestra la aparición de bibliotecas muy abundantes en economía y política que responden a una tradición inglesa.
Además nunca hubo un poder eclesiástico ni noble poderoso, a diferencia del resto de ciudades gallegas. La Coruña fue siempre una ciudad comercial, marinera y posteriormente industrial. La curiosidad cultural y moderna de la ciudad en el siglo XVIII fue destacable gracias a una burguesía en contacto con Inglaterra y Francia, a donde solía enviar a sus hijos para estudiar e introducirse en los negocios y en las respectivas sociedades. De allí volvían conociendo el inglés y el francés, habiendo percibido lo que significaba la revolución inglesa y trayendo las obras de Adam Smith, Voltaire, Rousseau, Locke o Montesquieu, que influirían decisivamente en la constitución de la Junta Suprema de Galicia en 1808 y en la implantación del sistema liberal.
Todos los intentos de la Inquisición por taponar la entrada de libros, ideas, papeles y propaganda procedente del extranjero serán en vano ya que en la ciudad había tertulias en las que se discutían las ideas de la Revolución Francesa y se comparaban con el modelo parlamentario británico, bien conocido en Coruña por los vínculos comerciales.
Esto provocará que sea La Coruña la ciudad con mayor contestación política de Galicia durante el siglo XIX, siendo la burguesía afín al liberalismo más progresista.

## SigloXIX

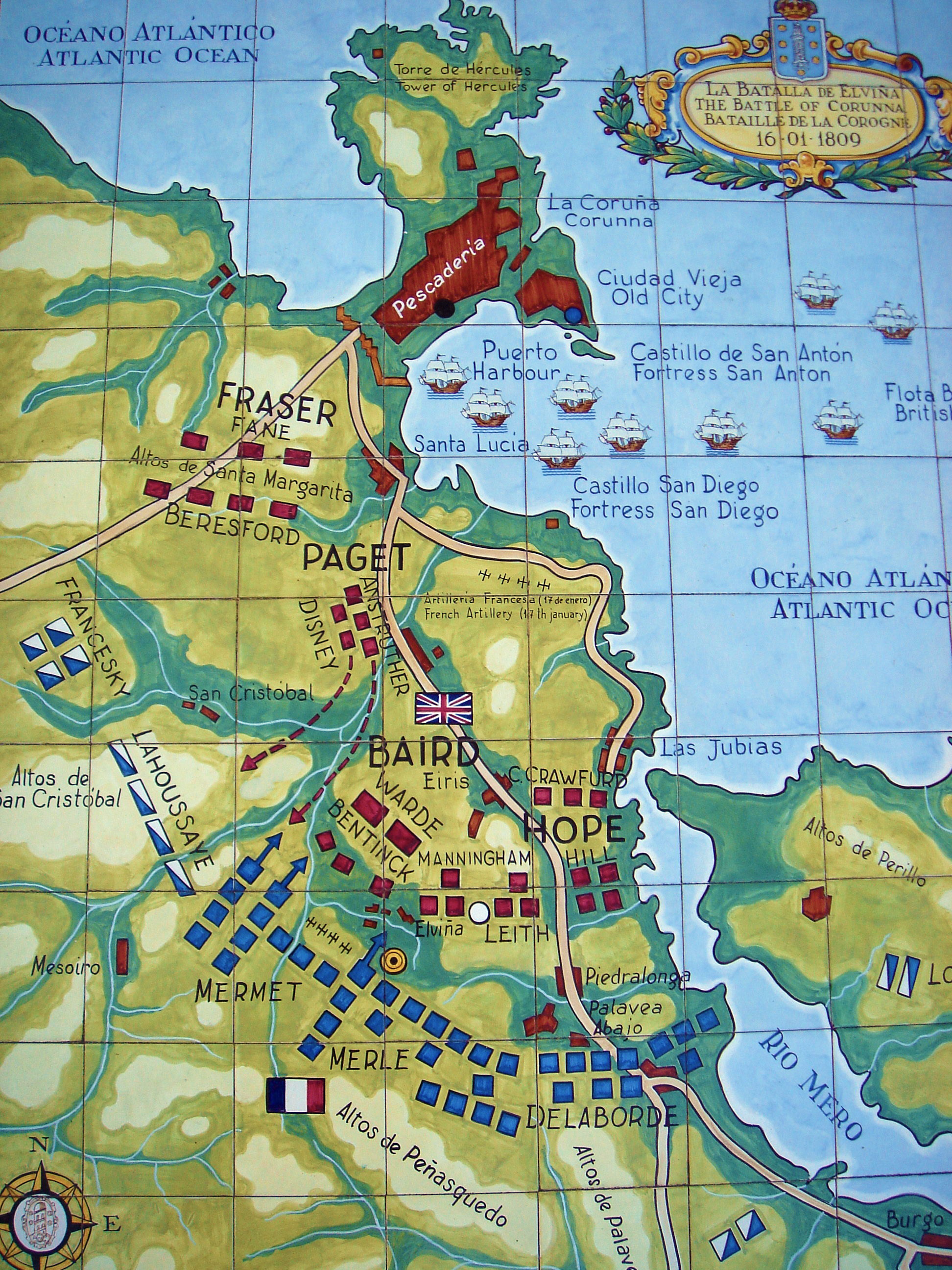
Mapa de la Batalla de Elviña de 1809.

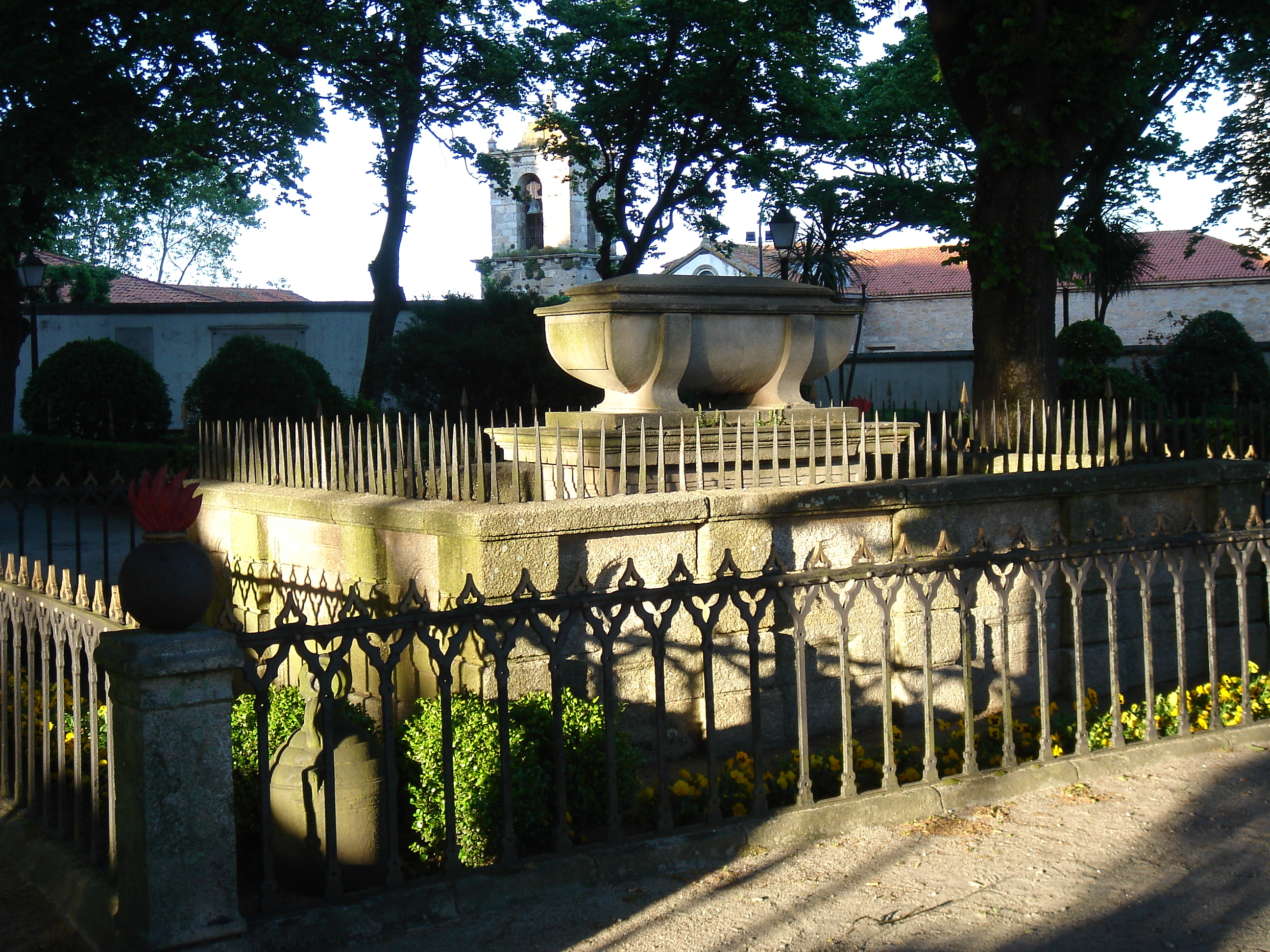
Tumba de Sir John Moore en el Jardín de San Carlos, Coruña.

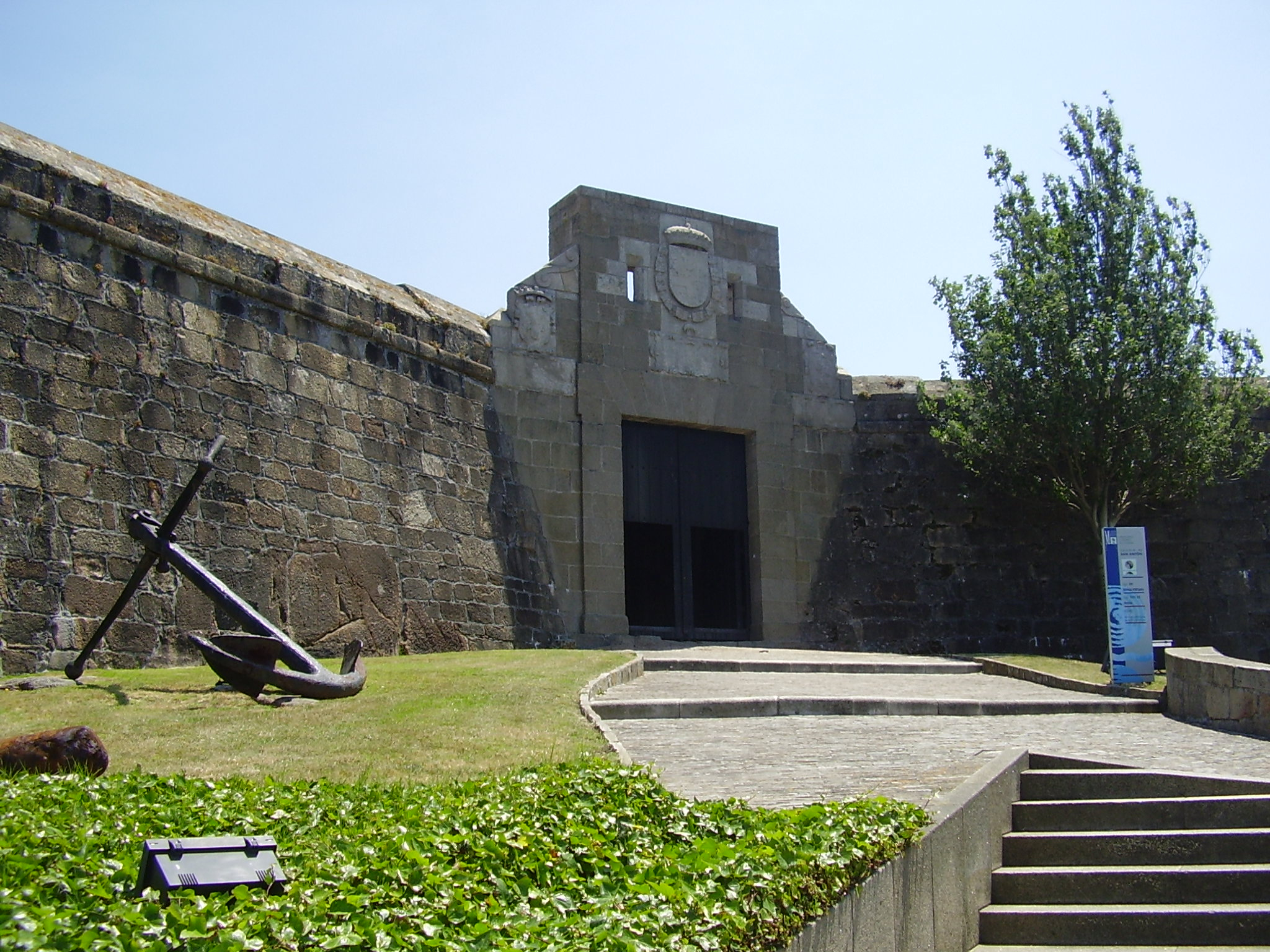
En el Castillo de San Antón fue retenido el mariscal Díaz Porlier.

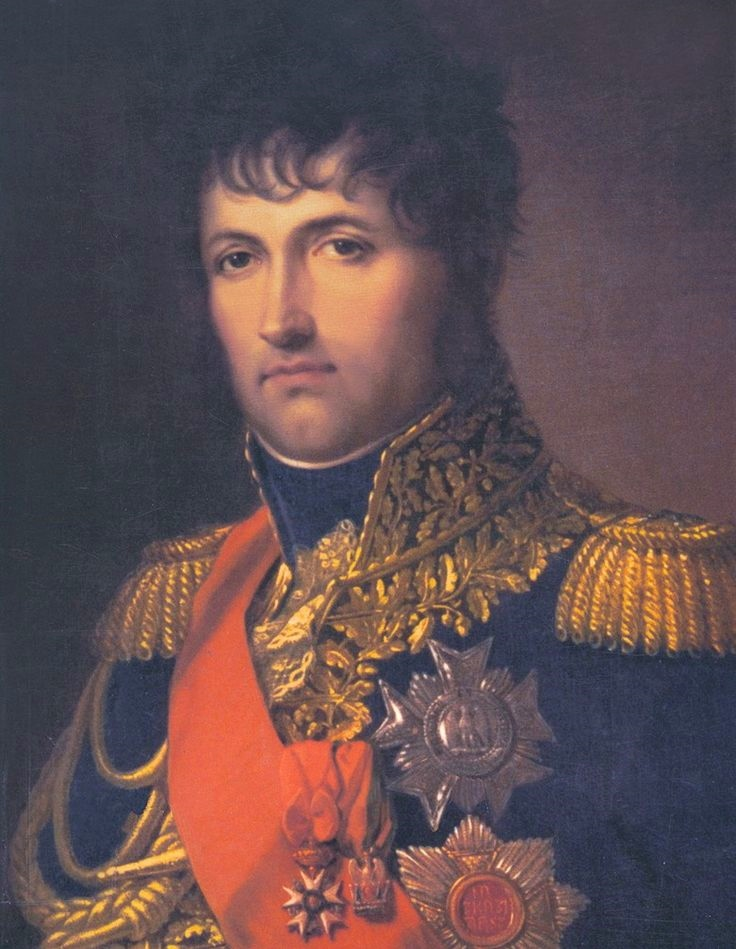
En la batalla de Elviña el Ejército Imperial Francés fue comandado por el mariscal Soult.

En 1808 La Coruña fue la primera ciudad gallega que se organizó contra Napoleón, reuniéndose los líderes de la resistencia, como Sinforiano López, en la calle de la Franja. En la festividad de San Fernando (por ser Fernando VII el rey deseado), el pueblo se congregó en el edificio de la Capitanía General exigiendo que ondease la bandera española. El recientemente nombrado Capitán General, Antonio Filangieri, del que se sospechaba que era afín a los franceses, tuvo que acceder. Ese mismo día, ante los rumores del traslado del regimiento de Artillería a Ferrol, el pueblo vuelve a rebelarse apedreando las ventanas de la casa de Filangieri, asalta el regimiento de Artillería, secuestra el armamento y saca en procesión un retrato de Fernando VII. El 31 de mayo el pueblo una vez más se vuelve a amotinar, exigiendo la constitución de una Junta y el inicio de acciones contra los franceses. La misma noche del 31 de mayo Filangieri constituye la Junta uniendo a los representantes de las siete ciudades gallegas más importantes. Es decir, la primera Junta constituida en Galicia se logra por presión popular. Se constituyen juntas de hacienda, de subsidios, se controla el orden público y se envían embajadores a Inglaterra. La Junta local de Santiago, controlada por el Arzobispo, pondrá desde el momento incontables obstáculos.
En el contexto de la guerra de Independencia, Napoleón llega hasta Astorga pero se ve obligado a regresar a Francia a atender urgentes problemas de Estado, por lo que Soult y Michel Ney organizarán la invasión de Galicia y Portugal. El ejército británico, comandado por Sir John Moore, se ve obligado a retirarse y se produce la batalla de Elviña. Moore cuenta con 16.000 efectivos pero únicamente 9 piezas de artillería mientras que Soult cuenta con 12.000 hombres pero 20 piezas de artillería. Moore es gravemente herido en un brazo, falleciendo en el número 16 del Cantón Grande. Sus restos serán trasladados al jardín de San Carlos. Teniendo en cuenta el coraje que Moore demostró en la batalla, Soult, al conocer la muerte de su ilustre enemigo, mandó ondear a media asta la bandera francesa y que los cañones realizasen salvas de honor. Finalmente, los franceses ocupan la ciudad.
El Ayuntamiento, junto con Ejército, van a resultar fundamentales, en la consolidación del sistema liberal. A lo largo del siglo se creará la Policía urbana, se vigilará por la salubridad de los alimentos, se tomarán medidas para garantizar el peso correcto de los comestibles, la limpieza en las calles e incluso la lucha contra el maltrato animal, prohibiendo apalear al ganado y obligarlo a cargar un peso excesivo.

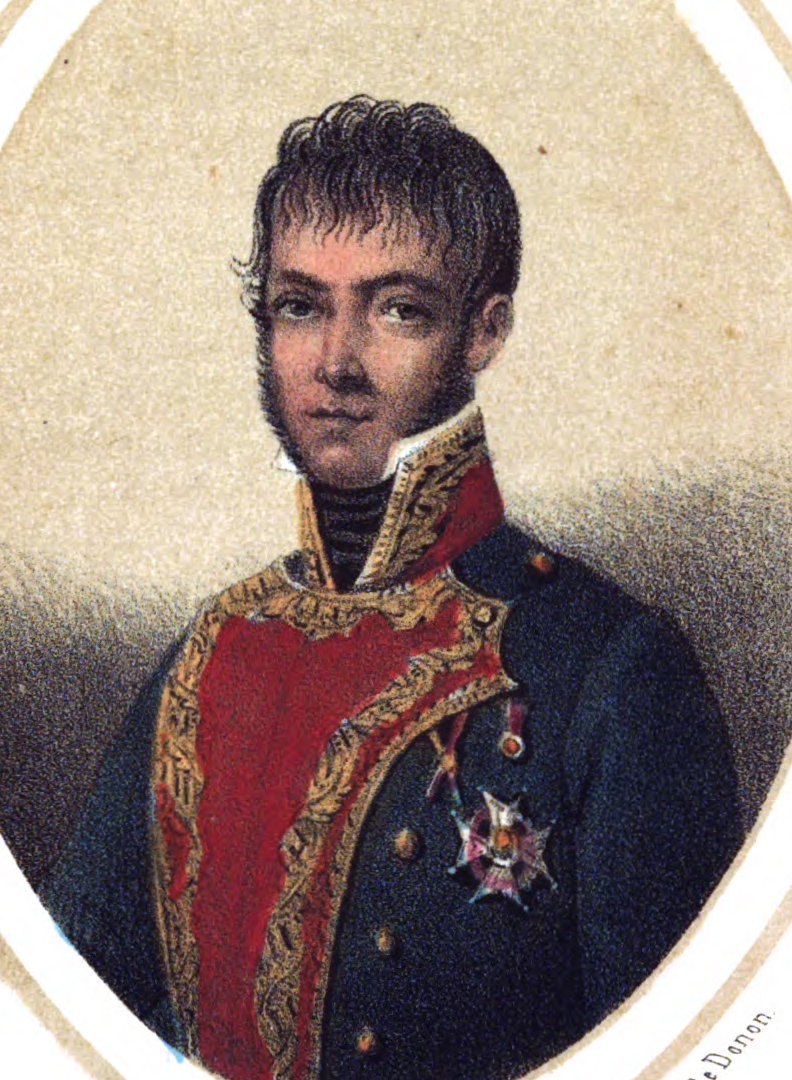
Juan Díaz Porlier.

En 1812 la ciudad acogió con júbilo la proclamación de la Constitución. En 1814, al restablecerse el absolutismo, mientras que en Santiago, Lugo y Orense se organizaron fiestas populares para celebrarlo, instigadas por el clero, en Coruña no tuvieron ningún éxito, asistiendo la ciudad horrorizada al fusilamiento de Sinforiano López y el ahorcamiento de Juan Díaz Porlier, (quien había realizado un pronunciamiento en 1815 con el objetivo de restablecer la Constitución de 1812) así como la cárcel o el exilio para los numerosos liberales. En una carta a su esposa le dirá “mi muerte deshonra a los malos, a los buenos los cubre de honor y gloria”. En Santiago, en cambio, se celebrará una misa en acción de gracias por la captura de Porlier.

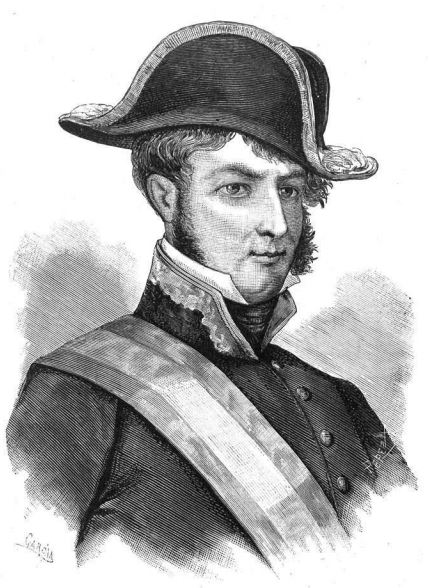
Luis Lacy y Gautier.

En 1814, los liberales se reunirán en el club de la Esperanza en la Calle Real, liderados por Valentín de Foronda, un intelectual de prestigio internacional, apoyados por el Capitán General Lacy.  En 1820, el pronunciamiento liberal de Riego en Cádiz tuvo éxito a nivel nacional al ser secundado también por el Ejército en Coruña. Se vivió con gran fervor durante todo el año, con representaciones teatrales fuertemente politizadas favorables al liberalismo. Por presión popular los Cantones llevarán los nombres de Porlier y Lacy. El Gobierno liberal premiará a la ciudad con la capitalidad provincial en detrimento de Santiago. No será casualidad que en 1832 el arzobispo compostelano intente un golpe de Estado coronando rey de España a Don Carlos, el pretendiente carlista, en la Catedral de Santiago.

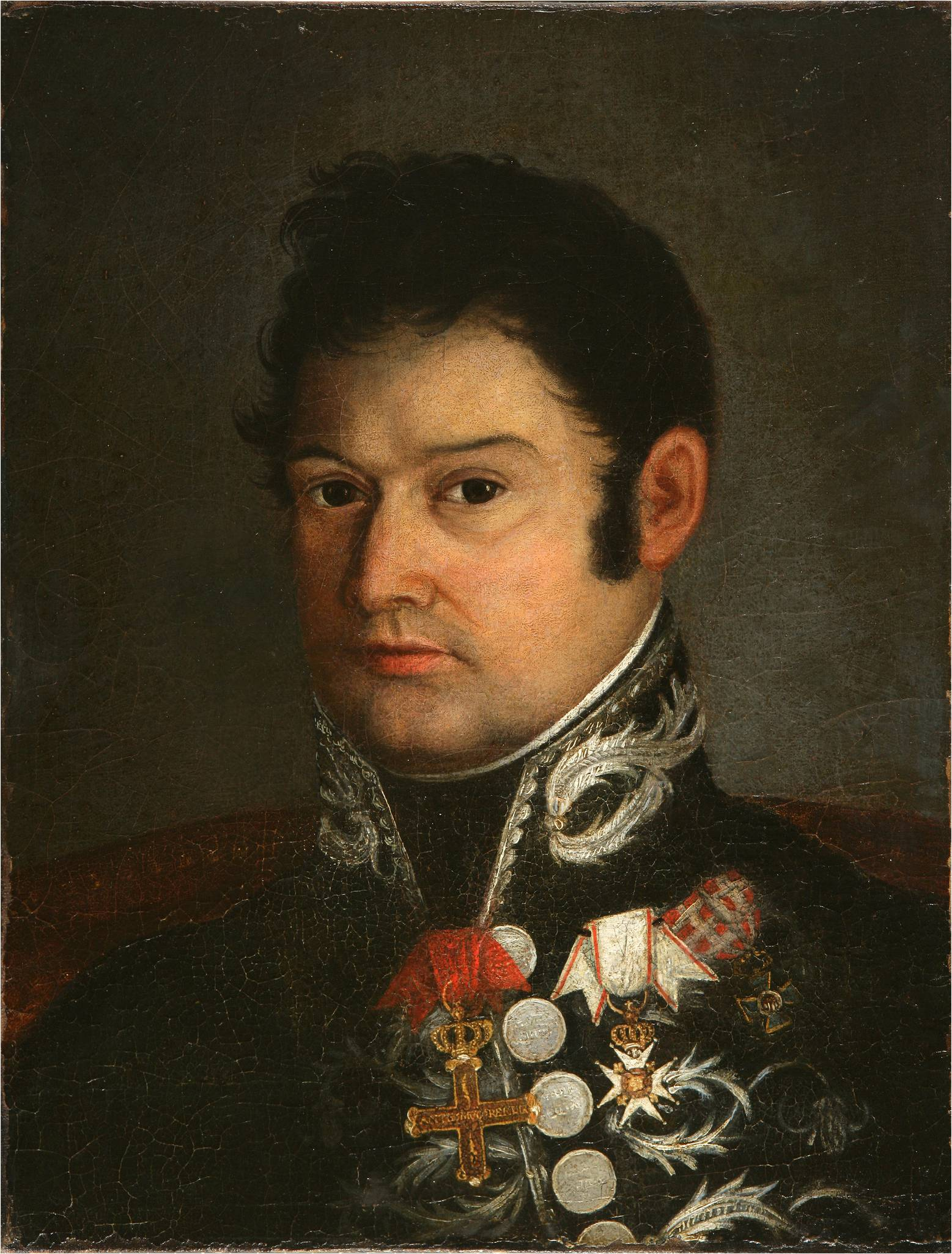
Francisco Espoz y Mina.

Para asegurar el control de las elecciones, el régimen liberal instaurado en 1820 decide que las elecciones que representen a Galicia se realicen sólo en Coruña, lo que evidencia las afinidades liberales de la ciudad. Espoz y Mina, representante del liberalismo más radical es nombrado Capitán General, casándose con la coruñesa Juana de Vega, en un amor a primera vista, inmortalizados en la plaza y calle homónima y contigua que poseen en la ciudad. El emblema: “Muy noble y Leal de la Ciudad de La Coruña que en 1820 se convierte en “Muy noble y muy Leal Ciudad de La Coruña” por el apoyo que la ciudad dio la causa progresista. El libro de la Constitución que aparece unas veces encima de la Torre de Hércules y otras veces al pie de la misma en el escudo municipal durante este siglo.
En la primera mitad del siglo XIX la ciudad experimenta un notable aumento de población, pasando de 12 000 habitantes en los primeros años a unos 20 000 alrededor de 1850. En esta época la ciudad cambia su configuración urbana con la creación de espacios públicos, la mejora de las vías de comunicación de la ciudad con el exterior, la agrupación de edificios de cara a la bahía y la creación de edificios públicos en la zona de la Pescadería. Se crea la Fábrica de Tabacos en la Plaza de la Palloza, que da trabajo a medio millar de personas; las industrias de sombrerería y cordelería se hacen notables; varios armadores se dedican a la piratería legal y tiene presencia en la ciudad la Real Maestranza de Mantelería.
Hay un nuevo declive debido a la guerra de la independencia, que vuelve a ralentizar la economía por la introducción de productos foráneos. A pesar de estos contratiempos se instalan en la ciudad nuevas empresas como la Fábrica de Vidrio "La Coruñesa", fábricas de carbón o la fundición de hierro de Galiciacho.
Durante la invasión francesa en mayo de 1808, la ciudad presentó resistencia a la ocupación desde el principio liderada por Sinforiano López. Varios enclaves de Galicia opusieron resistencia (Arousa, Vigo) y Coruña fue uno de los mayores focos, donde se libraron varias batallas, siendo la más significativa la Batalla de Elviña librada el 16 de enero de 1809 entre franceses e ingleses (que se vieron obligados a combatir cuando se batían en retirada), que sirvió para expulsar a los invasores. Los restos del General Sir John Moore, que participó en la batalla, se encuentran en el Jardín de San Carlos. A finales de mayo de ese año los franceses abandonaron Galicia.

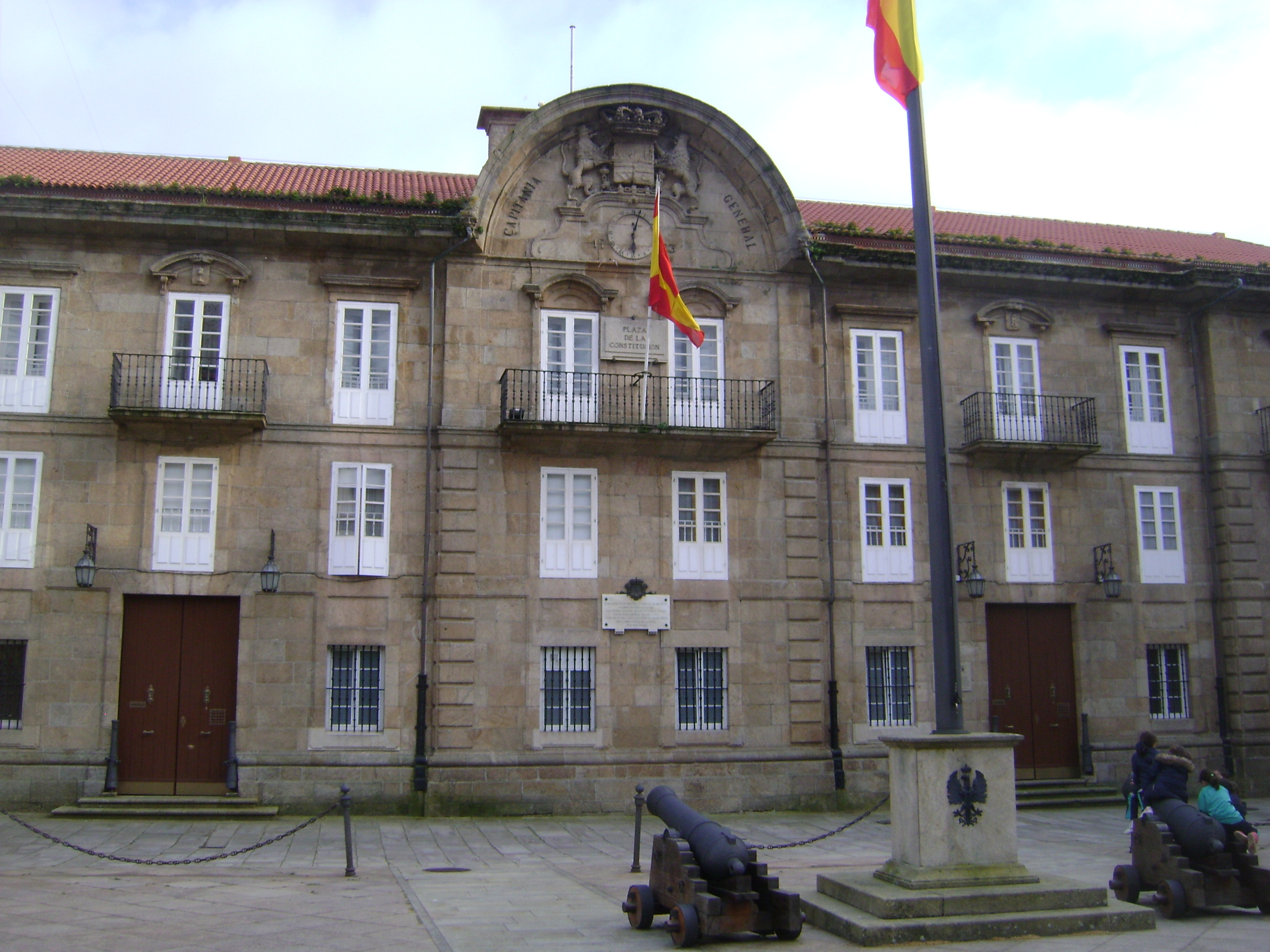
En la Capitanía General se estableció la Junta Suprema del Reino de Galicia en 1808, siendo La Coruña la primera ciudad gallega en alzarse contra Napoleón. Posteriormente, en 1820 los liberales coruñeses proclamaron en esta plaza la Constitución de Cádiz.

El proceso de constitución de las juntas de defensa se inició en esta época y culminó con la Junta Suprema del Reino de Galicia, situada en la Coruña.
Con la vuelta al absolutismo con Fernando VII, hubo varias víctimas de la inquisición (!?) en la ciudad, entre ellas el General Lacy, veintitrés comerciantes y el mismo Sinfoniano López que había liderado la resistencia coruñesa frente a las tropas napoleónicas. Murió en 1815.
En el mismo año, el 19 de agosto el mariscal de campo Juan Díaz Porlier, apodado El Marquesito, se pronuncia con la intención de restaurar la constitución española de 1812, apoyado por la burguesía y la intelectualidad coruñesa. Sin embargo, el día 22 de agosto el militar liberal era traicionado, capturado y llevado al Castillo de San Antón, donde fue ahorcado dos meses después en la entonces Plaza de la Leña, hoy Plaza de España.
El 20 de febrero de 1820 la Coruña apoyó el pronunciamiento de Rafael de Riego, viviendo la ciudad el Trienio Liberal (1820-1823) rematado por los "Cien Mil Hijos de San Luis". A La Coruña llegó una parte de ellos al mando del General Burke, que conquistó la ciudad tras asediarla.
Unos años más tarde, también sería Coruña la primera ciudad gallega en pronunciarse frente al dictador Espartero.
En 1823 España es invadida por los Cien Mil Hijos de San Luis franceses, Coruña presentará una heroica resistencia, sufriendo un asedio de 13 días hasta que la ciudad cae en agosto. El absolutismo crea los Voluntarios Realistas, una fuerza paramilitar, ya que no se confiaba en el Ejército, liberal en su mayoría. Coruña se constituirá una vez más en una isla liberal en el mar absolutista gallego, ya que es la región con mayor número de Voluntarios Realistas.
En octubre de 1830 se celebraron tres días de fiesta para conmemorar el nacimiento de Isabel II, quien se suponía que sería una reina liberal. 
En 1833 es coronada Isabel II como reina liberal, lo que ocasiona festejos populares durante tres días en toda la ciudad, que se convertirá nuevamente en un foco liberal, anticarlista durante la guerra que tiene lugar hasta 1839.
Cuando en 1834 se promulgue el Estatuto Real, una tímida apertura al sistema liberal, la fiesta se prolongará hasta la noche. Lo mismo sucedería dos años más tarde cuando la reina vuelva a poner en vigor la Constitución de 1812.
En 1840 se produce un pronunciamiento progresista, que es secundado en la ciudad, constituyéndose una Junta Gubernamental. A pesar de la ideología progresista, Espartero da un giro dictatorial, por lo que en 1843 se produce en toda España un pronunciamiento en su contra. La primera ciudad gallega en pronunciarse será Coruña.

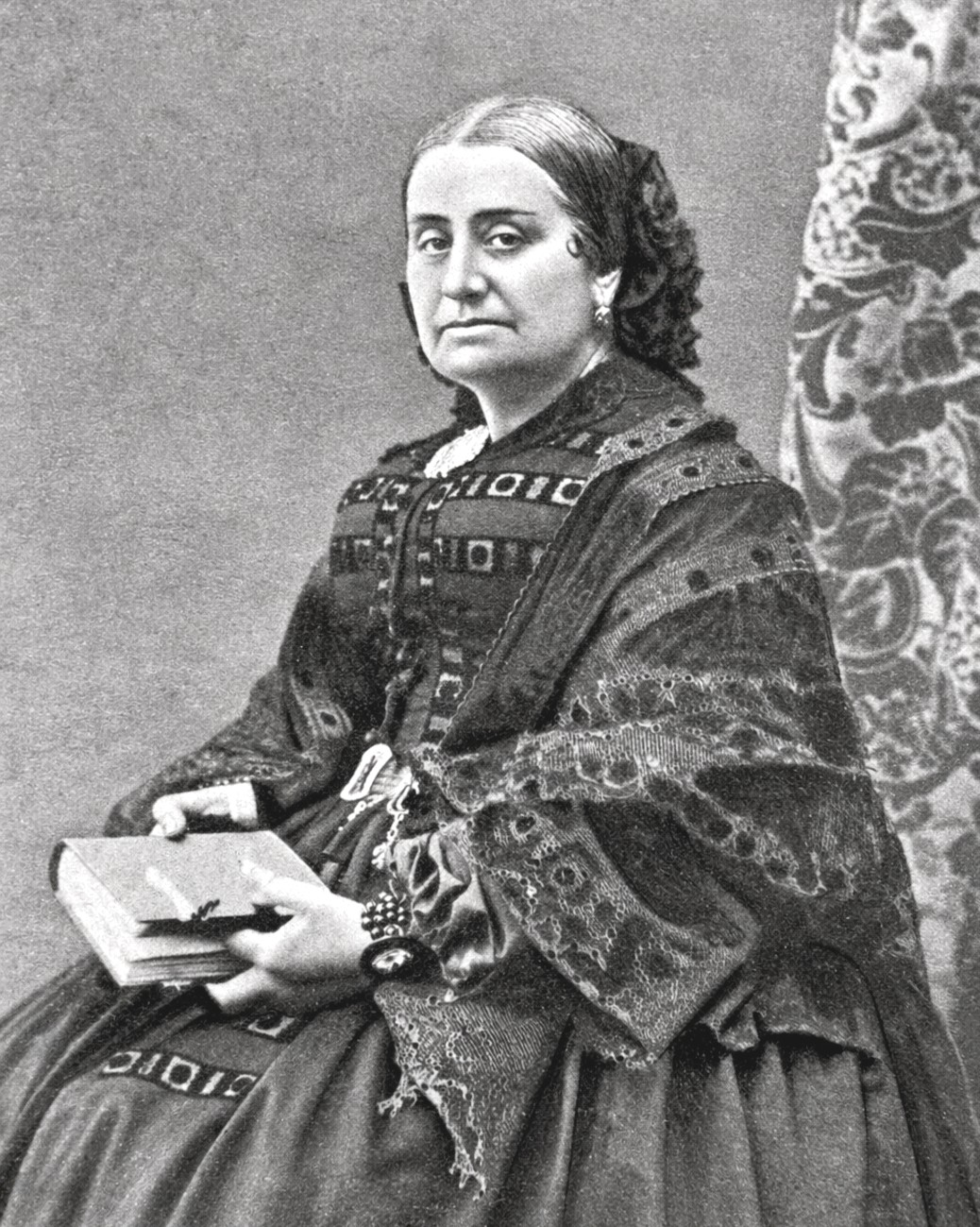
Juana de Vega.

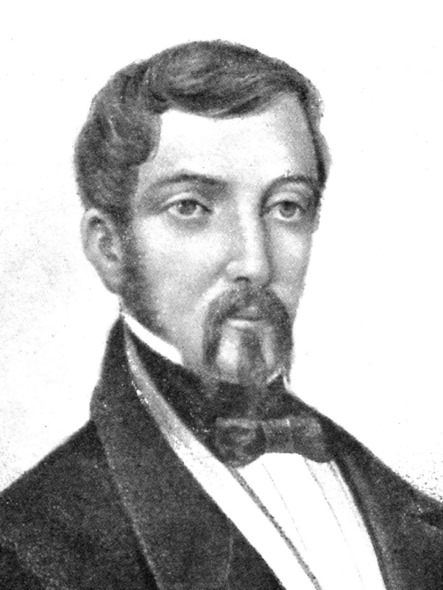
Miguel Solís Cuetos.

Durante la Década Moderada (1844-1854), Juana de Vega organiza en su casa un centro de conspiración progresista, en la que participan militares, burgueses y los cónsules de Francia e Inglaterra. En esta tertulia participa Miguel Solís Cuetos, quien liderará el pronunciamiento progresista de 1846.
En 1846 se produce un pronunciamiento progresista en Lugo por parte del regimiento de Zamora, acuartelado en esa ciudad. Contará con el apoyo de la intelectualidad gallega y supondrá un hito al nacer el galleguismo, liderado por Antolín Faraldo. Tras el fracaso del pronunciamiento en un primer momento estaba pensado ejecutar a los rebeldes en La Coruña, pero debido al carácter progresista de la urbe se entendió que podría ocasionar revueltas, por lo que fueron fusilados en Carral, pasando a la posteridad como Mártires de Carral.

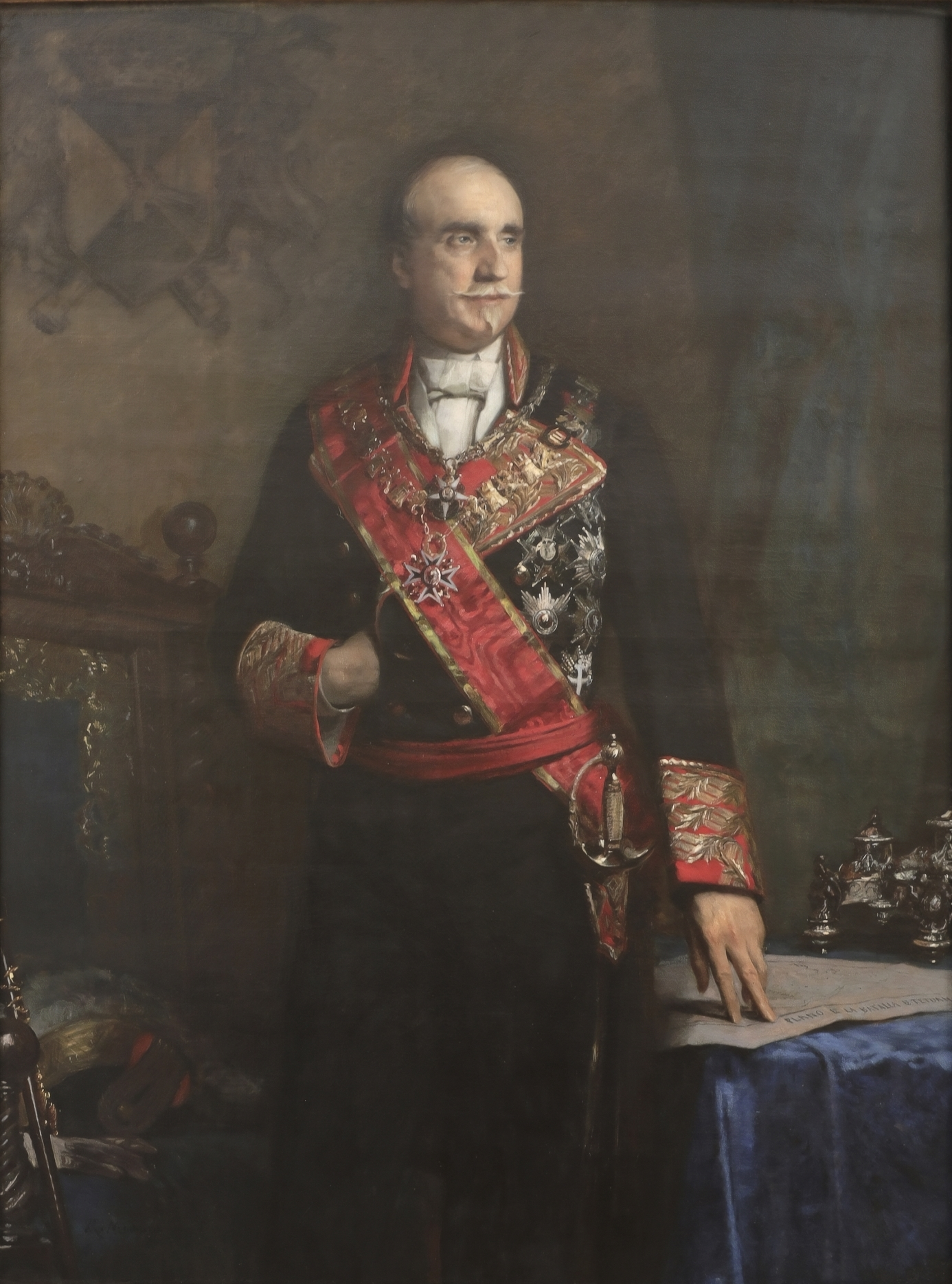
En 1854 La Coruña apoyó el pronunciamento progresista de Leopoldo O'Donnell.

Nuevamente La Coruña apoyará el pronunciamiento progresista de Leopoldo O'Donnell en Madrid en 1854. Se produce en la ciudad coruñesa un grado de exaltación liberal-progresista, expresada en forma de bailes, fiestas, nuevas rotulaciones de calles. En 1856, la caída de Espartero supondrá una agitación progresista en Coruña, por lo que el Capitán General es destituido y encarcelado en el Castillo de San Antón para evitar un nuevo pronunciamiento.

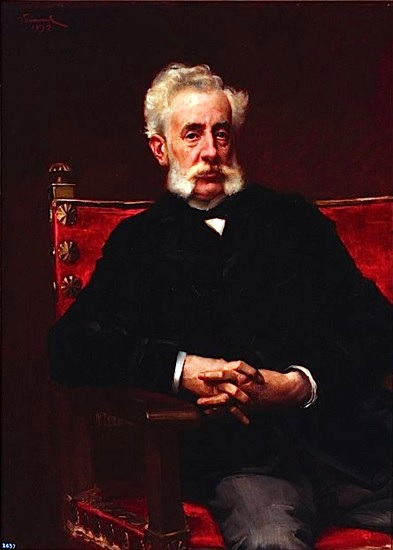
Ramón Pérez Costales.

Incluso el tradicional progresismo no satisfará el ansia de las nuevas ideas, más orientadas al republicanismo democrático, culminada en la Revolución de 1868, que contará con apoyo entusiasta del pueblo coruñés, que se organizará un pronunciamiento, llegando a tirar por la ventana el retrato de la reina Isabel II, paseando por las calles el retrato de Prim. Al adoptar la Revolución un sistema monárquico, en Coruña se producen tumultos, por lo que el Gobernador General declarará el estado de guerra en la ciudad y en la provincia. Cuando en 1872 el rey Amadeo I visite la ciudad, el intelectual republicano Ramón Pérez Costales, quien aparecerá retratado en la novela de Emilia Pardo Bazán “La Quimera” publicará un folleto repartido por toda la ciudad en el que hace énfasis en que La Coruña “siempre rindió culto a la santa idea de su independencia”, reivindicando las figuras de María Pita, Porlier, Lacy y Espoz y Mina, declarando La Coruña como “ciudad republicana”. Finalmente, la proclamación de la República en 1873 llenará una vez más de júbilo a la ciudad, organizando el ayuntamiento republicano una distribución de pan a los pobres y una comida extraordinaria en el asilo de mendigos. En este momento llegan a la ciudad las ideas del internacionalismo proletario (anarquismo y comunismo).
En septiembre de 1869 se produce una importante revuelta durante la cual se constituyeron nuevas juntas revolucionarias en las ciudades gallegas, en este caso de carácter conservador. En marzo de 1893 se fundó la Junta de Defensa de la Coruña para evitar el traslado de la Capitanía General a León.
A partir de 1874, con la instauración de la Restauración borbónica, La Coruña será la única ciudad española con alcaldes republicanos.

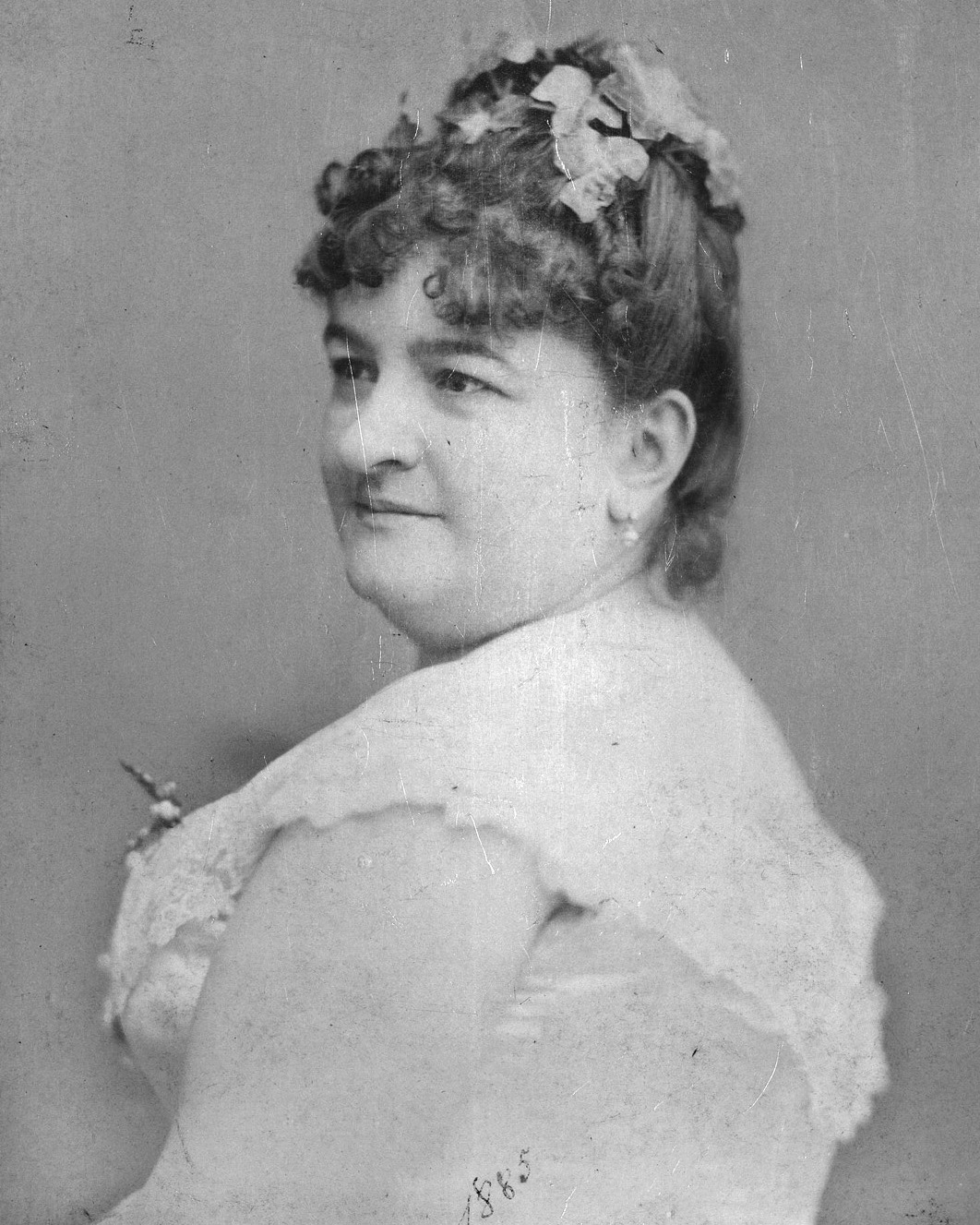
Emilia Pardo Bazán.

A mediados de siglo, Coruña se convertirá en la primera ciudad de Galicia con 27.000 habitantes, siendo el principal centro industrial. Sólo la fábrica de tabacos, fundada en este siglo y retratada magistralmente por Emilia Pardo Bazán en La Tribuna, dará 4000 puestos de trabajo, directos e indirectos. Las fábricas de hilados, tejidos, cristales, cerillas, fundición de hierro, chocolate aseguraban otros 1000 puestos de trabajo. Canteros, albañiles, pintores, carpinteros serán profesiones habituales en la urbe. Además fue el centro burocrático y administrativo de la nueva organización liberal, contando con delegaciones ministeriales.
La urbe contará con una población flotante de alumnos de la Escuela de Náutica, Bellas Artes y Comercio de Dibujo y Pintura y una Cátedra de Francés (instituciones dependientes del Consulado). Será también la base de la emigración y del comercio ultramarino. Hasta 1/5 de  gallegos emigrarán durante este período. Se da también una fortísima inmigración del medio rural. Gracias al relleno sobre el mar, se crearán la Avenida de la Marina, y los Jardines de Méndez Núñez. Se popularizará el teatro, la danza clásica, la música y la ópera y aparecerán las imprentas y la prensa
Los Cantones se convertirán en el principal centro comercial y social de la ciudad. Mientras que la Parroquia de Santa Lucía) que comprendía las calles Ferrol, Betanzos y la plaza Lugo serán el extrarradio.
Instituciones importantes decimonónicas serán la Sociedad Económica, la Academia de Medicina de Galicia, el Liceo Artístico y Literario, la Sociedad del Folklore Gallego o el Ateneo Científico, Literario y Artístico. Este último, impulsado por una nueva generación de profesionales liberales, vinculados con la Unión Liberal de Leopoldo O'Donnell, surge en 1858 en el edificio del Consulado. Formarán parte de la institución algunos de los médicos o catedráticos más importantes de la ciudad, debatiéndose temas como el papel de la mujer en la sociedad, el librecambismo, el proteccionismo, la necesidad del ferrocarril, el papel de la religión en la sociedad, la industrialización de Galicia, nuevos métodos pedagógicos, etc de los que también se hará cargo la prensa coruñesa.
El Régimen liberal buscó priorizar la  enseñanza estatal, pero la precaria economía permitió la coexistencia entre la pública y la privada. Desde 1857, la Ley Moyano hará obligatoria la educación desde los 6 a los 9 años, siendo gratuita para quien no pudiera pagarla.
Durante el siglo XIX en la enseñanza secundaria se estudiaba Latín, Gramática, Filosofía y Moral. En el Convento de San Agustín, se estudiaba Filosofía, Teología, Lógica, Metafísica y Física. En la segunda mitad de siglo se crearán institutos en los que se enseña Historia Natural, Física, Química, Matemáticas. Los profesores participan activamente en la vida intelectual y en la prensa de la ciudad, debatiendo sobre temas como el papel de la mujer en la sociedad y participando algunos como Ramón Pérez Costales en la Revolución de 1868. El propio Costales llegaría a ser ministro durante el Sexenio Democrático (1868-1874).
A finales del siglo XIX se comienzan a instalar nuevas industrias y bancos que sentaron la base para lo que hoy es la ciudad moderna. Así, surge la "Primera Coruñesa de Hilados y Tejidos" en 1882, la fábrica de estampación de hoja de lata "La Artística", y dos refinerías. También son fundados varios bancos de emisión como el Banco de la Coruña, sustituido más tarde por "El Crédito Gallego", origen de la Caja de Ahorros de la ciudad. También, en 1875 se instaló en Coruña la sucursal del Banco de España. La población superaba los 40 000 habitantes.

## SigloXX

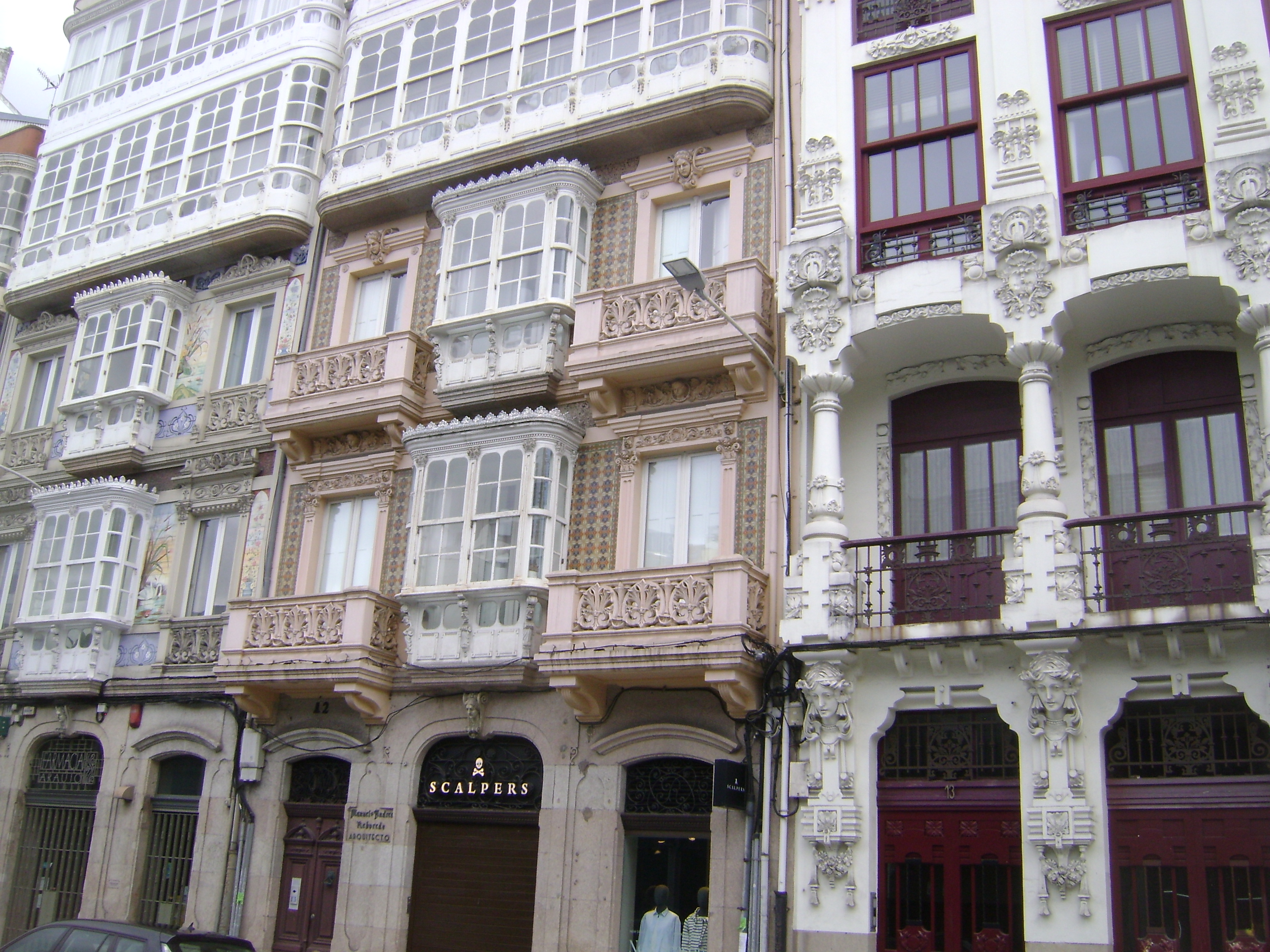
Edificios modernistas situados en la Plaza de Lugo, centro de la ciudad.

Entre 1900 y 1923 la Coruña fue una de las ciudades con mejores organizaciones sindicales de España, gracias al núcleo de operarios organizados que existía como resultado del expansionismo industrial, y cuya tendencia era anarco-sindicalista. Este movimiento contaba en 1904 con 4000 afiliados, que en una ciudad de 45 000 habitantes suponía casi el 10% de la población. Gracias a su presión se consiguieron importantes avances sociales, como la jornada laboral de ocho horas antes que en el resto de España.

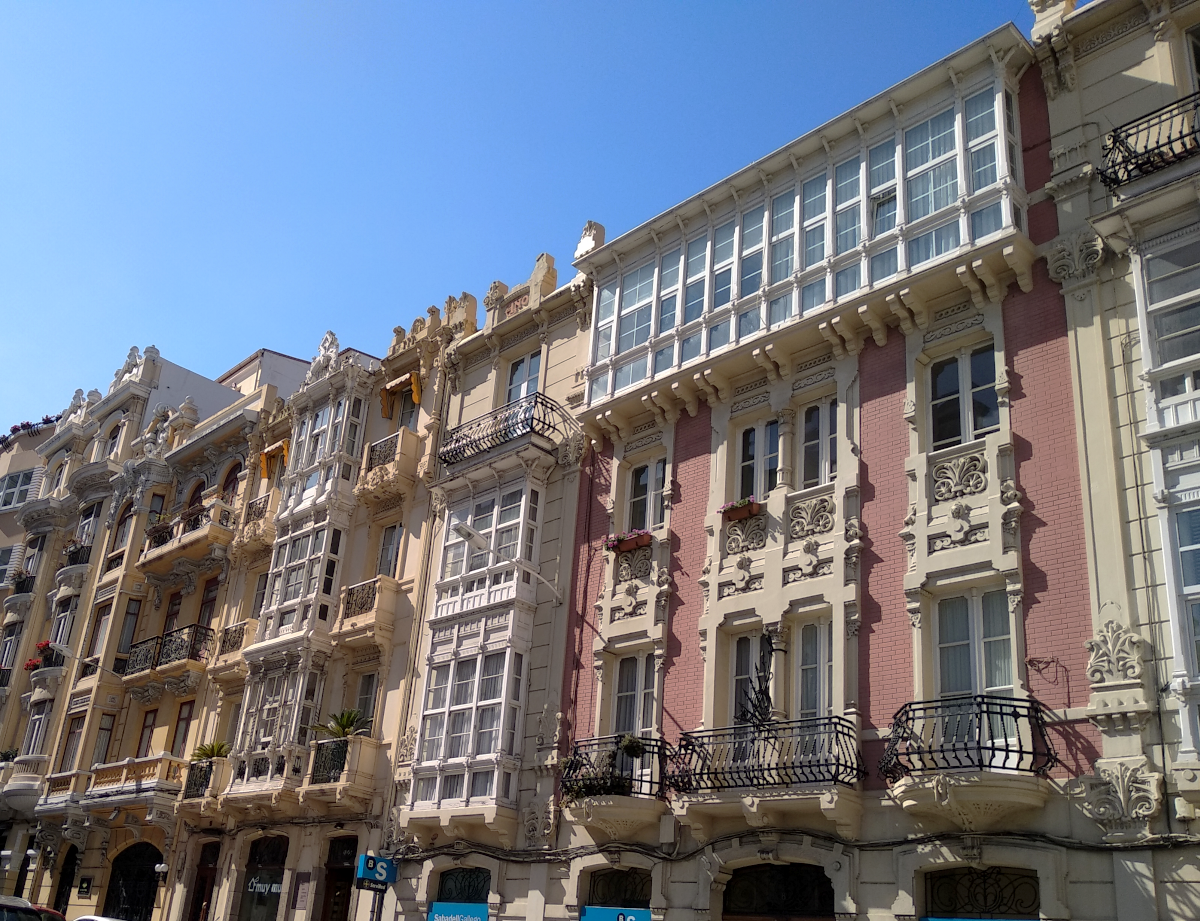
Edificios modernistas en Calle Ferrol

El diseño arquitectónico de esta época está marcado por el modernismo, que tuvo una gran acogida tanto en la construcción de viviendas como en quioscos, cafés, etc. Arquitectos como Antonio López, Pedro Mariño o Julio Galán fueron los artífices de la vanguardia arquitectónica. Con el eclecticismo, en los años 20 se construyen en el ensanche viviendas de clase media mientras se levantan importantes edificios como el del Banco Pastor, que data de 1921 o el del "Banco de la Coruña", dos años después.

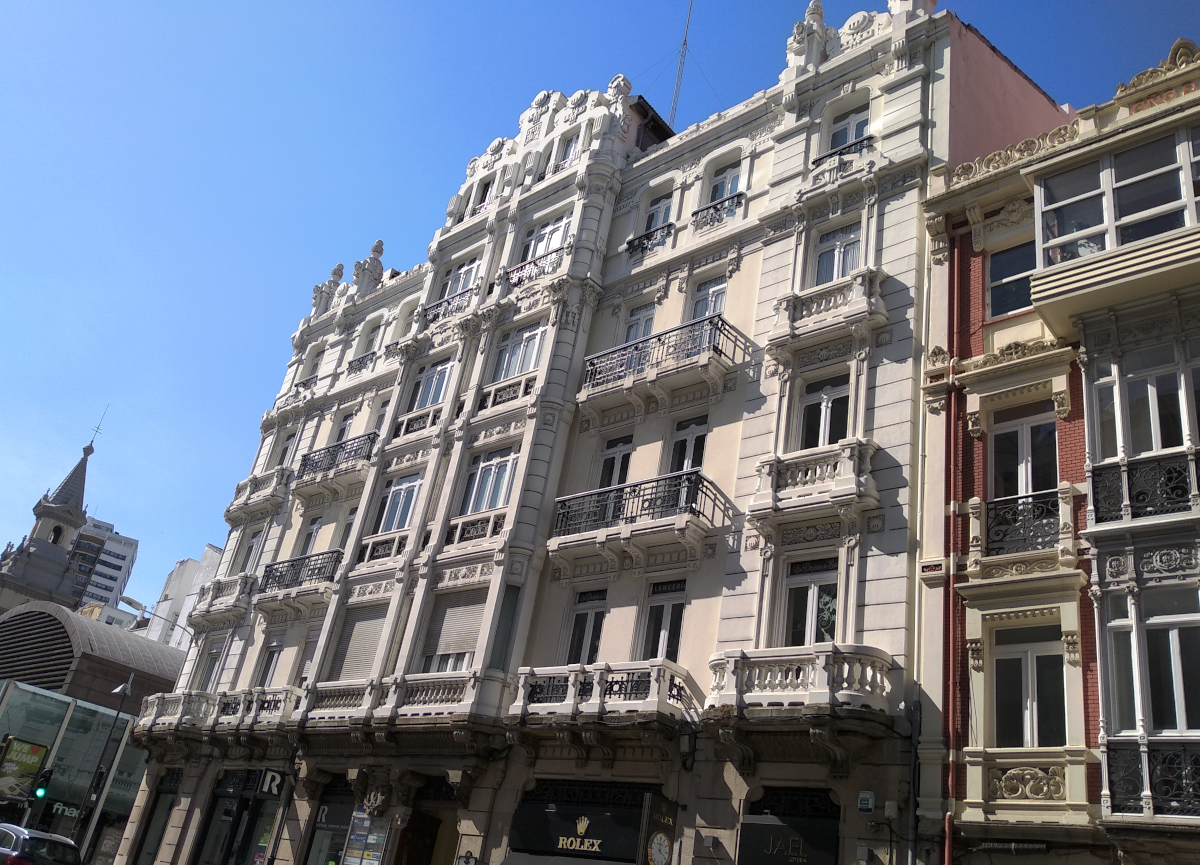
Edificios modernistas en Calle Compostela

Las elecciones municipales del 12 de abril de 1931 arrojaron unos resultados aplastantes a favor de la opción republicana. En la primera corporación municipal de mayoría republicana salió elegido alcalde Ángel Senra Fernández. Dado que en agosto del mismo año tuvo que presentar su dimisión por motivos de salud sería sustituido por María Pita Juan Rodríguez González. Este último también solo duraría unos meses en el cargo dado que acabaría siendo nombrado gobernador civil de Orense en 1932. Tras este, sería nombrado alcalde Manuel Iglesias Corral. Este último fue miembro de la comisión redactora del Estatuto de Autonomía de Galicia de 1931, fiscal en 1936, senador por la UCD durante la Transición Española y finalmente parlamentario autonómico por Alianza Popular en la primera legislatura en Galicia ya en el régimen político nacido con la Constitución de 1978. Les seguirían como alcaldes Alfredo Suárez Ferrín, elegido en 1934, posteriormente Atanagildo Pardo de Andrade, alcalde desde el año 34 al 35, José Fandiño Arrojo del año 35 al 36 y finalmente Alfredo Suárez Ferrín de nuevo en el año 36. 
El 18 de julio de 1936, la CNT celebró una asamblea en la plaza de toros para intentar hacer frente al levantamiento que desencadenaría la guerra civil española. El día 20 se suceden los primeros combates en suelo urbano. Tras un breve bombardeo con artillería, las fuerzas rebeldes, dirigidas por el coronel Enrique Cánovas Lacruz, toman el centro de la ciudad. El gobernador civil, Francisco Pérez Carballo, es detenido un 20 de julio y cuatro días después es fusilado. Juana Capdevielle, su esposa, sería fusilada un 18 de agosto. Producido el alzamiento contra la República en julio del 36, fue detenido el alcalde Suárez Ferrín y permitido después ir a su domicilio, pero detenido de nuevo, el día 21 por la tarde, realizó el acto de traspaso de la alcaldía el 22 por la mañana, al nuevo regidor municipal, el capitán de Intendencia José Fuciños Gayoso. Vuelto a prisión, fue juzgado el 26 y el 27 de agosto en el Palacio de Justicia de La Coruña. El 31 de agosto del mismo año también sería fusilado.
El bando leal a la República, entre los que estaban el capitán general Enrique Salcedo Molinuevo o el General Caridad Pita, así como por ejemplo los miembros de la Guardia de Asalto que protegían el edificio del Gobierno Civil, intentaron hacer frente infructuosamente a la rebelión, con la ayuda de una columna de mineros llegada de Noya. Las últimas escaramuzas se sucedieron en el Jardín de San Carlos, donde yacen los restos del británico Sir John Moore.
La represión franquista que se llevaría a cabo en los siguientes años causó consternación en la ciudad. Varios centenares de prisioneros fueron "paseados" y fusilados en una zona cercana a la Torre de Hércules, actualmente conocida como Campo de la Rata.
Durante el franquismo la ciudad experimenta un notable crecimiento en todos los aspectos. Demográficamente, pasa de 70.000 habitantes en los años 30 a 130 000 habitantes en los años 50. Urbanísticamente se produce también una fuerte expansión, apareciendo los barrios de Los Mallos, Agra del Orzán, Labañou o el Barrio de las Flores. Siendo alcalde Eduardo Ozores Arráiz, nombrado en febrero de 1946, se creó el trofeo Teresa Herrera y la Junta Municipal de Beneficencia. En 1947 fue nombrado alcalde Alfonso Molina Brandao. Molina reformó los Cantones y el andén de Riazor-Orzán, convirtió en hospital municipal la Clínica Labaca, inició la Ciudad Escolar y trazó la avenida de Lavedra, que después llevó su nombre. El alcalde Sergio Peñamaría de Llano, nombrado para tal cargo en 1959, impulsó las obras del Aeropuerto de Alvedro. Siendo alcalde Eduardo Sanjurjo de Carricarte, accediendo al cargo en 1963, se constituyó el Instituto José Cornide. En 1966 fue nombrado alcalde Demetrio Salorio Suárez, el cual inauguró el Museo Arqueológico del Castillo de San Antón, municipalizó la empresa de aguas e inauguró la estación de San Diego y el Barrio de las Flores. El alcalde Jaime Hervada Fernández España, nombrado en 1974, gestionó la construcción de la Presa de Cecebre. El alcalde José Manuel Liaño Flores, nombrado alcalde en 1976, remodeló el Parque de Santa Margarita, inauguró la Presa de Cecebre, inició las obras del Cementerio de Feáns, creó el Museo del Reloj y el plan parcial de Adormideras. La alcaldesa María Berta Tapia Dafonte, primera alcaldesa de la historia de la ciudad, fue elegida por el tercio familiar. Estuvo solo cuatro meses en el cargo hasta las primeras elecciones en 1979. Durante su mandato inauguró la nueva sede de la Real Academia Gallega.
Ya en democracia, se redujeron las funciones militares de la ciudad, aumentando la estructura empresarial y de negocios. Aunque sigue estando presente en la ciudad una parte importante de actividad económica relacionada con el sector servicios, en La Coruña se ha ido perdiendo peso progresivamente el "efecto sede" derivado de la crisis iniciada en 2008, la crisis bancaria, la crisis de las Cajas de Ahorros , absorciones y movimientos empresariales varios. Estando ahora la sede social de ABANCA en el cercano municipio de Betanzos, después de su absorción por parte del Banco Etcheverría, filial este último a su vez del banco venezolano Banesco, Coruña es sede de la Fundación ABANCA. Sigue siendo sede del Banco Pastor, a la espera de lo que suceda después de su absorción por parte del Banco Popular Español, absorbido este último a su vez por el Grupo Santander por el valor de un euro, dada la delicada situación del Banco Popular Español. 
En la ciudad reside el domicilio social del grupo de comunicación Corporación Voz de Galicia y la empresa de telecomunicaciones R. En el vecino municipio de Arteijo se encuentra la sede central de Inditex, el mayor grupo textil a nivel mundial (propietaria de las populares marcas Zara, Pull and Bear, Bershka y Massimo Dutti, entre otras) y cuya influencia económica en la ciudad ha sido decisiva. Sumándose a ello la importancia de la actividad portuaria (principal puerto de Europa en cuanto a pesca fresca desembarcada), y auge en la actividad del puerto comercial (petróleo y graneles sólidos que son el 75% del tráfico portuario gallego).
La expansión urbanística ha continuado. Se construyó el Paseo Martítimo, una obra que comenzó en 1986 y que se lleva a cabo por tramos. Es el paseo marítimo urbano más largo de Europa, con sus más de 13 kilómetros continuos a la orilla del mar. Los museos científicos como la Casa de las Ciencias, la Casa del Hombre (Domus) y la Casa de los peces (Aquarium Finisterrae) se acompañan de la Casa del Agua, finalizada en 2008, como espacios de cultura y deporte impulsados por el alcalde Francisco Vázquez Vázquez.
|  |  |  |

En la última década, municipios como Oleiros o Culleredo se han consolidado en el contexto del área metropolitana, convirtiéndose en una alternativa para muchos coruñeses debido a la carestía del suelo en la ciudad. Cabe señalar en el ámbito demográfico la presencia de la inmigración en la ciudad, sumando los extranjeros 21 766 habitantes, siendo en su mayoría oriundos de América Latina, China, Magreb y África subsahariana. Por otra parte, la creación de nuevos barrios como Mato Grande, Los Rosales o Novo Mesoiro, el proceso de suburbanización antes citado, la reciente apertura de grandes centros comerciales como Marineda City, Espacio Coruña o Dolce Vita, actualmente clausurado, evidencian una nueva concepción de un estilo de vida basado en un desplazamiento del ocio del centro de la ciudad hacia las áreas periféricas.